# Національна бібліотека Уельсу
Національна бібліотека Уельсу (валл. Llyfrgell Genedlaethol Cymru, англ. National Library of Wales) — найбільша бібліотека Уельсу, розташована в Аберіствіті. Бібліотека є установою з прямим фінансуванням Урядом асамблеї Уельсу. Виступає в ролі сховища обов'язкових примірників тиражованих документів.

## Історія бібліотеки
1873 року було створено комітет зі збору валлійських матеріалів та розміщення їх в Університетському коледжі в Абериствіті. 1905 року до державного бюджету Великої Британії було закладено відповідне фінансування для заснування двох уельських інституцій: Національної бібліотеки та Національного музею Уельсу. ТожТаємна рада доручила комітетові визначитися з їхнім майбутнім місцем розташування. Основними містами-претендентами на розміщення цих інституцій були Абериствіт та Кардіфф. Перевагу щодо бібліотеки було надано першому, в той час, як у Кардіффі вирішено було відкрити музей. Одним з аргументів за розміщення Національної бібліотеки в Абериствіті було те, що колекція вже зберігалася там в Університетському коледжі. Крім того, велике значення при виборі міста зіграла обіцянка сера Джона Вільямса, лікаря королеви Вікторії та відомого бібліофіла, в разі вибору Абериствіта, передати бібліотеці свою чималу колекцію книг, в яку зокрема входила колекція манускриптів Генгурт-Пеніарт, а також додатково 20 000 фунтів стерлінгів на розвиток бібліотеки. Королівську хартію про створення національної бібліотеки музею було випущено 19 березня 1907 року.

## Будівлі бібліотеки
1908 року було оголошено конкурс на розробку проєкту будівлі Національної бібліотеки, в якому через рік переміг Сідні Грінсдейл, який описав своє бачення екстер'єру будівлі як «навмисне гладкий та строгий» стиль. 1911 року на вершині пагорба Пенглайс-Гілл, що підноситься над Абериствітом, в місці Тир-Грогітан було закладено перший камінь будівлі, а 1916 року будівля була відкрита для експлуатації. Перший поверх будівлі був оброблений корнуольським гранітом, а інші поверхи — портлендським каменем. Загальний дизайн бібліотеки декілька разів змінювався, зокрема, в 1950-х роках архітектор Чарльз Голденом провів будівництво центрального корпусу бібліотеки. 1996 року було побудовано третю будівлю для збільшення сховища бібліотеки.

## Колекція бібліотеки
Понад 4 мільйони друкованих томів зберігаються в колекції Національної бібліотеки, включаючи такі рідкісні книги як Yn y lhyvyr hwnn 1546 року, першу книгу надруковану валлійському, перший примірник повного перекладу Вільямом Морганом Біблії валлійською мовою 1588 року. Як сховище обов'язкових примірників бібліотека отримує примірник кожної книги, надрукованої в Великій Британії та Ірландії. Головними напрямками поповнення книжкової колекції є тематика Уельсу, валлійської мови і матеріали, що стосуються кельтів.
Національна бібліотека є сховищем Політичного архіву Уельсу та Національного відео та аудіо архіву Уельсу. У фондах бібліотеки зберігається багато географічних мап, фотографій, картин, періодичних видань та газет. Крім того, в ній зберігається багато уельських архівних матеріалів.

### Колекція манускриптів «Пеніарт»
Важливе місце у фонді Національної бібліотеки займає збірка середньовічних рукописів, основну частину якої становить так звана колекція манускриптів «Пеніарт», передана 1909 року Джоном Вільямсом. Початок цієї колекції поклав Роберт Воган (бл. 1592–1667) з Генгурта, Меріонетшир, де вона й перебувала до 1859 року, коли за заповітом перейшла іншому відомому антикварові Вільяму Воткін Вінну з Пеніарта, який дав їй теперішню назву. 1904 року Бібліотека «Генгурт-Пеніарт» (валл. Hengwrt-Peniarth) стала власністю сера Джона Вільямса.
До манускриптів з номенклатурною назвою Peniarth входять такі відомі рукописи як «генгуртська версія» творів Джеффрі Чосера англійською мовою (Peniarth MS 392), латинський варіант законів Гівела Доброго (Peniarth MS 28) та житіє Beunans Meriasek (Peniarth MS 105B), написане корнською мовою. Але найбільшим скарбом колекції вважають найважливіші валлійські манускрипти, такі як Чорна Книга з Кармартена (Peniarth MS 1), Книга Талієсіна (Peniarth MS 2), Біла Книга Ридерха (Peniarth MS 4) та Хроніка принців (Peniarth MS 20).